# Bùi Giáng
Bùi Giáng (17 tháng 12 năm 1926 – 7 tháng 10 năm 1998), là nhà thơ, dịch giả và là nhà nghiên cứu văn học của Việt Nam. Các bút danh khác của ông là: Trung niên thi sĩ, Thi sĩ, Bùi Bàn Dúi, Bùi Văn Bốn, Vân Mồng... Ông nổi tiếng từ năm 1962 với tập thơ Mưa nguồn.

## Tiểu sử
Bùi Giáng sinh ngày 17 tháng 12 năm 1926 tại làng Thanh Châu thuộc xã Vĩnh Trinh, huyện Duy Xuyên, tỉnh Quảng Nam.
Cha ông là Bùi Thuyên, thuộc đời thứ 16 của dòng họ Bùi ở Quảng Nam. Do người vợ cả qua đời sớm nên ông lấy người vợ kế là bà Huỳnh Thị Kiền. Bùi Giáng là con đầu của Bùi Thuyên với Huỳnh Thị Kiền, nhưng là con thứ 5 nếu tính tất cả các anh em. Khi vào Sài Gòn, ông được gọi theo cách gọi miền Nam là Sáu Giáng.
Năm 1933, ông bắt đầu đi học tại trường làng Thanh Châu.
Năm 1936, ông học trường Bảo An (Điện Bàn) với thầy Lê Trí Viễn.
Năm 1939, ông ra Huế học tư tại Trường trung học Thuận Hóa. Trong số thầy dạy ông có Cao Xuân Huy, Hoài Thanh, Đào Duy Anh.
Tháng 3 năm 1945, Nhật đảo chính Pháp, nhưng sau đó ông cũng kịp đậu bằng Thành chung.
Năm 1949, ông tham gia kháng chiến chống Pháp, làm bộ đội Công binh.
Năm 1950, ông thi đỗ tú tài đặc biệt do Liên khu V tổ chức, được cử tới Hà Tĩnh để tiếp tục học. Từ Quảng Nam phải đi bộ theo đường núi hơn một tháng rưỡi, nhưng khi đến nơi, thì ông quyết định bỏ học để quay ngược trở về quê, để đi chăn bò trên vùng rừng núi Trung Phước.
Năm 1952, ông trở ra Huế thi tú tài 2 ban Văn chương. Thi đỗ, ông vào Sài Gòn ghi danh học Đại học Văn khoa. Tuy nhiên, theo T. Khuê thì sau khi nhìn danh sách các giáo sư giảng dạy lại, ông quyết định chấm dứt việc học và bắt đầu viết khảo luận, sáng tác, dịch thuật và đi dạy học tại các trường tư thục.
Năm 1965, nhà ông bị cháy làm mất nhiều bản thảo của ông.
Năm 1969, ông "bắt đầu điên rực rỡ" (chữ của Bùi Giáng). Sau đó, ông "lang thang du hành Lục tỉnh" (chữ của Bùi Giáng), trong đó có Long Xuyên, Châu Đốc.
Năm 1971, ông trở lại sống ở Sài Gòn. Thi sĩ Bùi Giáng mất lúc 2 giờ chiều ngày 7 tháng 10 năm 1998, sau một cơn tai biến mạch máu tại bệnh viện Chợ Rẫy (Thành phố Hồ Chí Minh, tức Sài Gòn cũ) sau những năm tháng sống "điên rồ lừng lẫy chết đi sống lại vẻ vang" (chữ của Bùi Giáng). Ông được chôn cất tại nghĩa trang Gò Dưa, quận Thủ Đức.

## Tác phẩm
Theo thống kê chưa đầy đủ, tác phẩm của Bùi Giáng có (tạm phân theo thể loại):

### Tập thơ
- Mưa nguồn (1962), 140 bài thơ
- Lá hoa cồn (1963), 46 bài thơ
- Màu hoa trên ngàn (1963)
- Ngàn thu rớt hột (1963)
- Bài ca quần đảo (1963), 33 bài thơ
- Sa mạc trường ca (1963)
- Sa mạc phát tiết (1969)
- Mưa nguồn hòa âm (1973), 40 bài thơ
- Mùi Hương Xuân Sắc (1987)
- Thơ Bùi Giáng (1994)
- Rong rêu (1995), 18 bài thơ
- Bèo mây bờ bến (1996), 12 bài thơ
- Đêm ngắm trăng (1997), 108 bài thơ
- Như sương (1998), 73 bài thơ
- Mười hai con mắt (2001), 38 bài thơ
- Thơ vô tận vui (2005)
- Mùa màng tháng tư (2007)

### Nhận định
- Nhận xét về Bà Huyện Thanh Quan (1957)
- Nhận xét về Lục Vân Tiên (1957)
- Nhận xét về Chinh phụ ngâm và Quan Âm Thị Kính.
- Nhận xét về truyện Kiều và truyện Phan Trần (1957)

### Giảng luận
- Giảng luận về Tản Đà Nguyễn Khắc Hiếu.
- Giảng luận về Chu Mạnh Trinh
- Giảng luận về Tôn Thọ Tường
- Giảng luận về Phan Văn Trị

Tất cả đều được xuất bản năm 1957 – 1959.

### Triết học
- Tư tưởng hiện đại (1962)
- Martin Heidegger và tư tưởng hiện đại I và II (1963)
- Sao gọi là không có triết học Heidegger? (1963)
- Dialoque (viết chung, 1965)

### Tạp văn
Các sách xuất bản năm 1969, có:.
- Đi vào cõi thơ
- Thi ca tư tưởng
- Sa mạc phát tiết
- Sương bình nguyên
- Trăng châu thổ
- Mùa xuân trong thi ca.
- Thúy Vân

Các sách xuất bản năm 1970, có:
- Biển Đông xe cát
- Mùa thu trong thi ca.

Các sách xuất bản năm 1971, có:
- Ngày tháng ngao du
- Đường đi trong rừng
- Lời cố quận
- Lễ hội tháng Ba
- Con đường ngã ba-Bước đi của tư tưởng…

### Sách dịch
Các sách xuất bản năm 1966, có:
- Trăng Tỳ Hải
- Sương Tỳ Hải
- Cõi người ta
- Khung cửa hẹp
- Hoa ngõ hạnh
- Othello

Các sách xuất bản năm 1967, có:
- Bạo chúa Caligula
- Ngộ nhận
- Kim kiếm điêu linh

Các sách xuất bản năm 1968, có:
- Con đường phản kháng
- Mùa hè sa mạc
- Kẻ vô luân

Các sách xuất bản năm 1969, có:
- Nhà sư vướng luỵ
- Ophélia Hamlet
- Hòa âm điền dã

Các sách xuất bản năm 1973 và 1974, có:
- Hoàng Tử Bé (1973)
- Mùa xuân hương sắc (1974)...

### Âm nhạc
Nhạc phẩm "Con mắt còn lại" (1992) của Trịnh Công Sơn lấy từ cảm hứng của bài thơ "Mắt buồn" trong tập thơ "Mưa nguồn".
Nhạc phẩm "Mùa thu chết" (1965) của Phạm Duy lấy lời thơ của Bùi Giáng dịch "L'Adieu", nguyên tác của Guillaume Apollinaire.
Hiện nay, nhiều tác phẩm của ông đã và đang được tái bản và xuất bản trong và ngoài nước.

## Tình cảm với Kim Cương
Bùi Giáng có tình cảm với NSND Kim Cương khi bà mới 19 tuổi. Ông tỏ tình với bà nhưng không thành vì bà thấy ông có vẻ bất bình thường.
Sau đó, Bùi Giáng vẫn giữ tình cảm với bà trong suốt cuộc đời ông. Cả đời Bùi Giáng chỉ nhớ mỗi số điện thoại nhà của Kim Cương, khi ông làm náo loạn trật tự, bị công an "hỏi thăm" cũng chỉ biết đọc lên số điện thoại này; lúc bị ngã xe vào cấp cứu bệnh viện, tỉnh lại cũng mang số điện thoại ra để trả lời bác sĩ.

## Đánh giá
Trước và sau năm 1975, đã có nhiều bài viết về ông và sự nghiệp văn chương của ông. Ở đây chỉ trích giới thiệu thêm ý kiến của nhà nghiên cứu T. Khuê được in trong Từ điển văn học (bộ mới):
Bùi Giáng viết rất nhiều, nhưng những gì còn lại chính là thơ. Thơ ông, ngay từ thuở đầu đã rong chơi, lãng mạn, tinh nghịch, nhẹ nhàng, hóm hỉnh, luôn là những lời vấn đáp lẩn thẩn về ý nghĩa cuộc đời, về lẽ sinh tồn, về những chuyện phù du, dâu bể, ẩn khuất khía cạnh dục tình khép mở của Hồ Xuân Hương...Từ Nguyễn Du, ông tạo nên một môtip bạc mệnh hiện đại, có màu sắc siêu thực qua tính cách tạo hình, có chất hoang mang của con người bất khả tri về mình, về người khác trong cuộc sinh tồn hiện hữu...
Bùi Giáng đã tái dựng lục bát trong bối cảnh mới của thời đại hiện sinh. Nguồn thơ của ông phát tiết trong khoảng thời gian ngắn, chỉ hai năm 1962–1963 đã có tới 6 tập thơ…Chuyện hạ bút thành thơ của ông được xác định như là một hiện tượng độc đáo…Tuy nhiên bi kịch của Bùi Giáng là ông lập lại chính mình, ngay cả trong thơ, cho nên những hình ảnh đẹp, những tư tưởng tân kỳ, nhiều khi được dùng lại nhiều lần trở thành sáo và vô nghĩa...
Nhưng dù sao chăng nữa, ông cũng đã tạo được một mẫu ngông thời đại, sáng tạo một kiểu say sưa, chán đời của thế kỷ 20, khác với Nguyễn Khuyến trong thế kỷ 19 hoặc Tản Đà ở đầu thế kỷ 20.